# Irfan Bachdim
Irfan Bachdim (nacido el 11 de agosto de 1988) es un futbolista indonesio que se desempeña como delantero.
Irfan Bachdim jugó 32 veces y marcó 11 goles para la selección de fútbol de Indonesia.

## Trayectoria

### Clubes
| Club                       | País         | Año         |
| -------------------------- | ------------ | ----------- |
| Utrecht                    | Países Bajos | 2007 - 2009 |
| HFC Haarlem                | Países Bajos | 2009 - 2010 |
| Persema Malang             | Indonesia    | 2010 - 2012 |
| Chonburi                   | Tailandia    | 2013        |
| Sriracha                   | Tailandia    | 2013        |
| Ventforet Kofu             | Japón        | 2014        |
| Hokkaido Consadole Sapporo | Japón        | 2015 - 2016 |
| Bali United FC             | Indonesia    | 2017 -      |

### Selección nacional
| Selección | País      | Año    |
| --------- | --------- | ------ |
| Absoluta  | Indonesia | 2010 - |

## Estadística de equipo nacional
| Selección de fútbol de Indonesia | Selección de fútbol de Indonesia | Selección de fútbol de Indonesia |
| Año                              | Part.                            | Goles                            |
| -------------------------------- | -------------------------------- | -------------------------------- |
| 2010                             | 8                                | 2                                |
| 2011                             | 4                                | 0                                |
| 2012                             | 9                                | 4                                |
| 2013                             | 2                                | 0                                |
| 2014                             | 3                                | 1                                |
| 2015                             | 0                                | 0                                |
| 2016                             | 3                                | 3                                |
| 2017                             | 3                                | 1                                |
| Total                            | 32                               | 11                               |